# 医学を基礎とするまちづくり
医学を基礎とするまちづくり（いがくをきそとするまちづくり）とは、医学的知見をまちづくりに積極的に応用することにより、まちづくり自体を大きく変革しようとする概念をいう。略称は「MBT」（「Medicine-Based Town」の頭字語）。

## 概要
細井裕司が2005年に発想した、住居医学を発展させ、提唱した概念で、住居からまち、そして、都市規模へと拡大するものである。住居医学は住環境を改善することにより、病気を予防し、健康を維持することを目的とした学問分野である。また、MBTの前段階の概念として医学を基礎とする工学「Medicine-Based Engineering」（MBE）の概念を同時に提唱している。MBEは医学を基礎として、工学・産業を発展させるとの概念であり、医用工学「Medical Engineering」（ME）が工学による医学への貢献をイメージした概念であるのに対し、医学による工学への貢献をイメージしたものである。MBTは住居医学とMBEを結びつけたものである
 。
医師（医療者）は患者に対し一対一で対応しているが、医師等の持つ知識は膨大である。この医学的知識を工学に生かすことによって、新しい製品開発をはじめ新産業創生、少子高齢社会のまちづくりを行う。また、MBE、MBTは従来からある医療産業の集積ではなく、すべての産業に医学の光をあて、産業の創生・再生を図る。すなわち医療産業でない産業を医療産業化する。新しい手法による産業の活性化により、地方創生・再生を行う。新しく作るまたは既存の「まち」に医師等が持つ医学の知恵を注ぎ込んで、付加価値の高いまち「MBT」を作る。この過程が新産業創生、地方創生の原動力となる。

## 経緯

### 奈良県立医科大学と早稲田大学の動き
奈良県立医科大学は2006年に大和ハウス工業株式会社の寄附により、寄附講座「住居医学」講座を開設した。住居医学は、住まいにおける健康について「医学的見地からの考察、検証を加え、住居内におけるアレルギー・微生物の分析や、宅内環境が睡眠や循環器系・脳血管系へ及ぼす影響、「温度・光と健康」、「振動・音響と健康」、あるいはスポーツ医学といった視点での研究および対応策を開発し、「健康を維持、増進する住宅」の実現を目指」すものである。   
2012年、住居医学講座教授となった細井裕司は、MBT構想実現に向けて、当時日本都市計画学会会長であった早稲田大学の後藤春彦に協力を依頼し、医学を基礎とするまちづくりに関する共同研究が奈良県立医科大学と早稲田大学との間で開始された。
2015年10月、早稲田大学は重点領域研究機構の研究所として「医学を基礎とするまちづくり研究所」を設立した。MBTでは、人々が住み続けられる町並み保存のモデル構築をめざし、隣接する奈良医大の機能を奈良県橿原市今井町に導入する「今井町アネックス」プロジェクトに取り組んでいるが、このプロジェクトの一環として、2017年4月、橿原市に早稲田大学今井町分室を開設した。一方、奈良県立医科大学は2016年6月に「MBT(医学を基礎とするまちづくり)研究所」を設立し、2017年4月に大学院医学研究科にMBT学の科目を開講した。2017年10月には、「今井町アネックス」プロジェクトの一環として「奈良医大今井町ゲストハウス」を開設した。
2016年1月、奈良県立医科大学を中心としたMBTコンソーシアム研究会が「MBTコンソーシアム研究会設立記念シンポジウム」を開催した。この研究会を前身として、2016年4月に一般社団法人MBTコンソーシアムが設立された。また2016年11月には、奈良県立医科大学と早稲田大学の共催で、「医学を基礎とするまちづくり（MBT）コロキウム」が内閣府など6つの省庁の後援を受けて開催された。
2018年10月、奈良県立医科大学は、MBTリンク社を同大学初となる大学発ベンチャーに認定した。同社は、MBT に基づくインターネットを利用したパッケージソフトの利用技術・研究開発及びサービスの流通等を行うこととしており、奈良県立医科大学MBT研究所の梅田智広研究教授が代表取締役となっている。さらに、2021年、2022年には5つの会社を奈良医大発ベンチャーに認定した。このうち4社は社名に「MBT」の字句が入っている。
2020年4月、奈良県立医科大学とMBTコンソーシアムは新型コロナウィルスに対処する技術開発課題を検討するとともに、対処方策を実施することを目指し、MBTコンソーシアムに感染症部会を設置した。その後感染症部会に5つの分科会を設置するとともに、この取り組みは「MBTコロナ克服キャンペーン」として、新型コロナ対応のための継続的な活動となっている。
2021年7月、奈良県立医科大学とMBTコンソーシアムは難病に関わる人々や組織を支援する「MBT難病克服キャンペーン」を開始した
。MBT難病克服キャンペーンは協賛企業の募集、難病に関するセミナーの開催、視覚から訴求する「MBT映画祭」の開催の3つの取り組みから構成されている。
2021年11月、奈良県立医科大学とMBTコンソーシアムは、一般社団法人日本経済団体連合会の地域協創アクションプログラムの連携先になった。

### 行政の動き
2014年5月、地域活性化の推進に関する関係閣僚等会合において、医学を基礎とするまちづくりの視点を含んだ橿原市等の提案が地域活性化モデルケースとして選定された 。              
2015年3月、橿原市と奈良県は、協働による「まちづくり」を推進していくために「まちづくりに関する包括協定」を締結した。この包括協定の対象に医大および附属病院を核とする新しい都市拠点「橿原キャンパスタウン」の形成が含まれており、MBT構想を具体化する動きとなっている。同月、内閣府は地域再生法に基づき橿原市から申請された地域再生計画「賑わいのまち・健やかなまちの実現を目指して」を認定した。橿原市は、奈良県立医科大学および橿原市観光協会を橿原市地域再生法人として指定した。この地域再生計画ではMBT構想にもとづくまちづくりが中核要素として位置づけられている。
2015年6月、橿原市と奈良県立医科大学は、医科大学周辺地区を中心としたまちづくりや健康づくりなど多岐にわたる分野において、それぞれが保有する知的・人的および物的資源を活用することにより、地域社会の総合的な発展を図るための連携協力に関する協定を締結した。
2016年3月、橿原市は橿原市まち・ひと・しごと創生総合戦略を策定した。この中で「ＭＢＴ（医学を基礎とするまちづくり）の考え方をも取り入れ、にぎわい・健康づくり・医療・福祉等に関する各種機能の再配置や、鉄道駅・道路・公園等の都市施設の整備と並行して、新しいまちにふさわしい機能的な公共交通の整備を進めます。」と言及している。
2017年10月、栃木県塩谷郡高根沢町は奈良県立医科大学MBT研究所および北関東綜合警備保障と「安全の視点を加えた、健康づくりの仕組みの構築」に関する連携協定を締結した。
2018年11月、橿原市、奈良県立医科大学MBT研究所、富士通は「妊娠時からの子育て世代包括見守り」の実証実験実施のための覚書を締結した
。
2020年9月、北海道沼田町、奈良県立医科大学MBT研究所、MBTリンク社はICTを使った高齢者の見守り事業などに関する連携協定を締結した。

## MBTコンソーシアム
| 部会名                         | 分科会名                      |
| ------------------------------ | ----------------------------- |
| 感染症部会                     | MBTコロナ患者見守り分科会     |
| 感染症部会                     | ＭＢＴ感染症外来分科会        |
| 感染症部会                     | ＭＢＴコロナ不活化分科会      |
| 感染症部会                     | ＭＢＴリンク活用見守り分科会  |
| 感染症部会                     | MBTコロナ対策・企業相談分科会 |
| 食品衛生部会                   |                               |
| アンチエージング部会           |                               |
| 通信部会                       |                               |
| 万博テーマ部会                 |                               |
| ビッグデータ活用部会           |                               |
| スマートコミュニティ部会       |                               |
| 健康創造都市・健康創造産業部会 |                               |
| MBT研究所産学連携部会          |                               |
| 産学金連携･ﾌﾘｰﾃﾞｨｽｶｯｼｮﾝ部会    |                               |
| 難病克服部会                   | 普及分科会                    |
| 難病克服部会                   | セミナー分科会                |
| 難病克服部会                   | 映画分科会                    |
| 在宅医療部会                   |                               |

MBTコンソーシアムは、奈良県立医科大学、奈良県、橿原市とＭＢＴの趣旨に賛同する企業が連携して2016年４月に設立した一般社団法人である。2022年11月22日時点で、215企業・団体が参加している。 

### 目的
MBTコンソーシアムは以下の５点を目的としている。
- 「医学」を基礎として、「都市計画」「建築環境」「情報工学（ICT）」などを融合し、さまざまなデータを蓄積し、医学的エビデンスの付与による価値ある情報と新製品の創造ならびに活用をめざす。

- 「地域包括ケア」「健康維持・増進」「日常生活支援」を核として「ハード」「ソフト」「運営」を一体化したしくみをつくる。

- 国民の「疾病予防」と「健康寿命の延伸」ならびに「医療介護費削減」に寄与するまちづくりを実践する。

- 「医学」「医療」を基礎とした異分野連携による新産業を創生する。

- 奈良県立医科大学周辺をフィールドとし、新分野創生の目的に応じて、奈良県、大阪府を中心に展開する奈良県立医科大学関連の病院ならびに関西、全国の病院とも連携を図り、そのフィールドを広げる。

### 部会・分科会
MBTコンソーシアムではコンソーシアムに部会・分科会を設置し、活動を行っている。
2022年２月時点で右の部会・分科会が活動している。

## 社会貢献活動
奈良県立医科大学とMBTコンソーシアムは医学的知識を産業創生に生かすことにより、社会貢献するという道筋の他に、MBTコロナ克服キャンペーン、MBT難病克服キャンペーン、MBTロゴマーク付与などのより直接的に社会貢献する活動を行っている。

### MBTコロナ克服キャンペーン
MBTコロナ克服キャンペーンは奈良県立医科大学とMBTコンソーシアムが、正しい医学知識を基にしたコロナ感染対策相談、製品開発支援を行うものである。MBTが提唱する新型コロナ感染対策においては「３密回避」より本質的な「接触」、「飛沫」、「エアロゾル」の「３感染ルート遮断」という感染対策を前面に打ち出している。製品開発支援においては、「MBT感染症ユニット」の提案、新型コロナウィルス不活化の確認が行われている。

### MBT難病克服キャンペーン
MBT難病克服キャンペーンは、希少な疾患ゆえに社会から放置されがちな難病患者の苦境への理解を促進し、難病に関わる研究者や治療に携わる人々や組織を支援する啓発活動である。その取り組みは協賛企業の募集、セミナーの開催、MBT映画祭の開催の３本柱からなる。2022年12月時点で、協賛企業は35社、セミナー開催は3回、MBT映画祭の開催は1回となっている。

### MBTロゴマーク
MBTコンソーシアムは、医学知識に基づいて創生された製品、サービス等の成果物で、第三者機関であるMBTロゴマーク審査委員会が付与基準を満たしていると判断した場合には、MBTロゴマークの使用を許諾している。2022年9月時点で、18社19商品に許諾されている。

## 主要な公的関連事業
主要なMBT関連の公的事業として以下のものがある。
- 令和3年度補正予算 デジタル田園都市国家構想推進交付金（デジタル実装タイプ TYPE3)『更別村SUPER VILLAGE構想』[56][57]

- 令和３年度奈良県研究開発支援事業『超音波ガイド下手術・手技器具の開発事業』[58]

- 大和平野中央田園都市構想推進のための事業『センシング技術を活用した、健康推進・高齢者の見守りを叶えるウェルネスタウンの形成』[59]